# Нов Караорман
Нов Караорман (на македонска литературна норма: Нов Караорман) е село в централната част на Северна Македония, община Карбинци.

## География
Разположено е в плодородната долина на река Брегалница, северно от град Щип. На юг село Стар Караорман, намиращо се вече на територията на община Щип.